# Eupithecia subicterata
Eupithecia subicterata là một loài bướm đêm trong họ Geometridae.